# نظریه سرپرستی
نظریهٔ سرپرستی یا نظریهٔ نیکداری (به انگلیسی: Stewardship theory) نظریه‌ای است مبنی بر اینکه مدیران که به تنهایی رها می‌شوند، به عنوان مباشر مسئول دارایی‌هایی که کنترل می‌کنند عمل می‌کنند.
نظریه‌پردازان سرپرستی فرض می‌کنند که با توجه به انتخاب بین رفتار خودخواهانه و رفتار طرفدار سازمان، سرپرست ارزش بیشتری بر همکاری نسبت به فرار قائل است. سرپرست جمع‌گرا، طرفدار سازمان و قابل اعتماد فرض می‌شود.